# Sint-Jorisgilde (Mechelen)

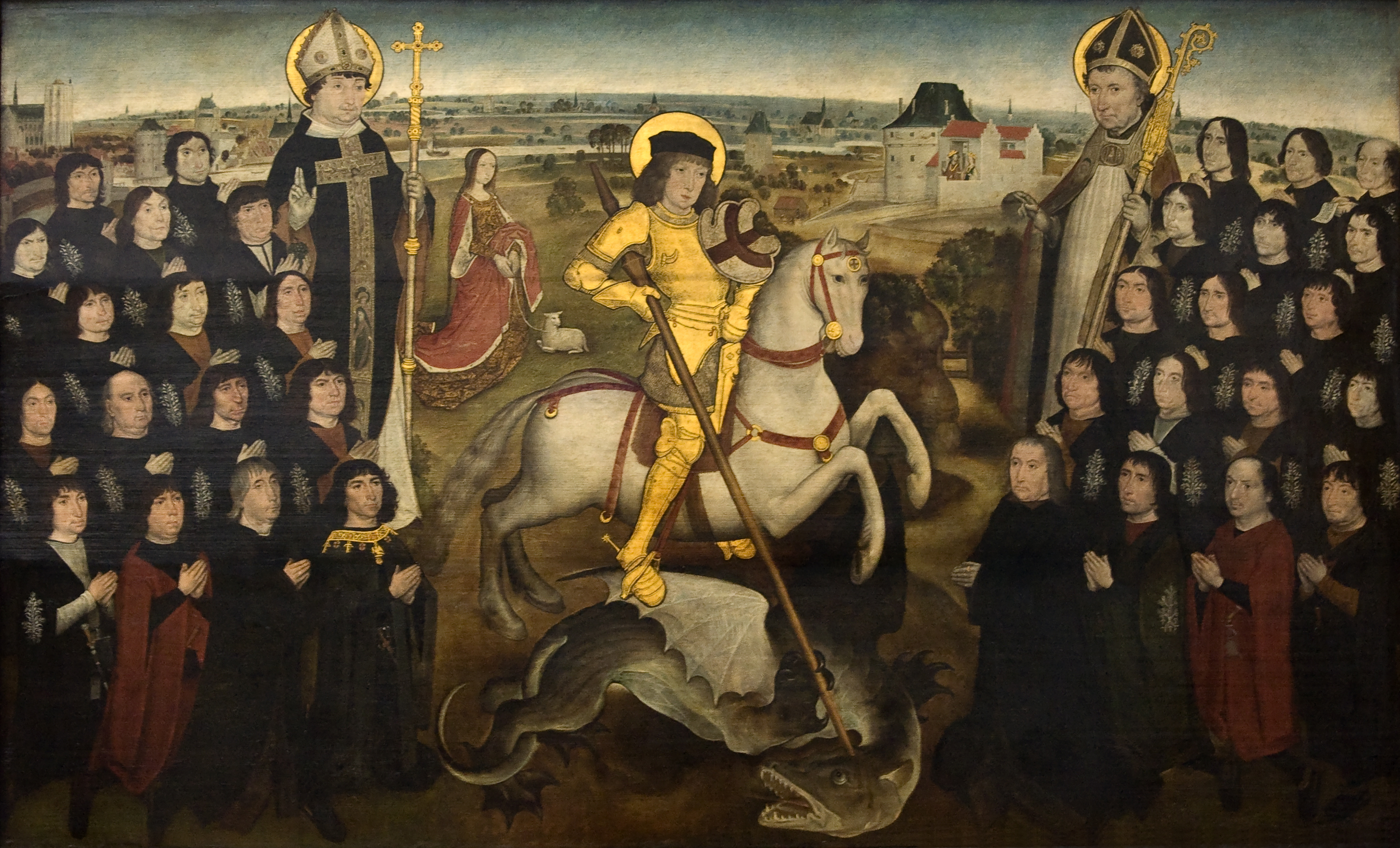
Die Mitglieder der Gilde der Großen Armbrust zu Mechelen (ca. 1500) vom Meister der Mechelner Sint-Jorisgilde (Koninklijk Museum voor Schone Kunsten (Antwerpen))

Die Sint-Jorisgilde war eine Bürgerwehrvereinigung (schuttersgilde) in der flämischen Stadt Mecheln.

## Geschichte
Die Gilde, die die älteste von Mecheln war, wurde im Jahr 1312 gegründet und war eine der fünf Vereinigungen mit Bürgerwehraufgabe in dieser Stadt. Sie wurde nach dem heiligen Georg benannt, der der Legende nach einen Drachen tötete.
Die Sint-Jorisgilde bestand genau genommen aus zwei Gilden: der Alten oder Großen Armbrust (Grote Kruisboog) und der Jungen oder Kleinen Armbrust (Kleine Kruisboog). Die Mitgliedschaft war an Wohlstand und bestimmten Standesbedingungen geknüpft, wobei die Anzahl der Mitglieder in der Alten Armbrustgilde auf sechzig und in der Jungen Armbrustgilde auf vierundzwanzig begrenzt war. Die Kosten für die Ausrüstung wurden teilweise von der Stadt Mecheln übernommen.
Philipp der Gute griff auf die Mechelner Sint-Jorisgilde zurück, als er im Jahre 1453 mit den Einwohnern von Gent einen heftigen Streit austrug.

## Meister der Mechelner Sint-Jorisgilde
Ebenfalls hatte die Sint-Jorisgilde eine Verbindung mit Philipp dem Schönen. Auf einem Gemälde des Meisters der Mechelner Sint-Jorisgilde (siehe Abb.) wird Philipp als Georg der Drachentöter dargestellt. Die Prinzessin links im Hintergrund trägt die Züge seiner Gemahlin Johanna von Kastilien. Ihre Eltern schauen von der Burg aus zu. Links ist Rombout, der Schutzheilige von Mecheln, abgebildet.
Ebenfalls ist die Sint-Romboutskathedrale deutlich erkennbar.
Auf dem Gemälde sind insgesamt 30 Gildeschützen abgebildet, links 16 Schützen und auf der rechten Seite 14 Schützen.

## Weitere Entwicklung der Gilde
Ab dem 16. Jahrhundert verlor die Sint-Jorisgilde ihre militärische Verteidigungsfunktion, blieb jedoch als Geselligkeitsvereinigung der Bürgerschaft weiter bestehen.
So wurde beispielsweise das sogenannte Gaaischieten auf dem Großen Markt organisiert, ein Fest, welches sich über drei Tage erstreckte und nicht selten wüst endete.
Im Jahr 1912 kam die Gilde – um ihr 600-jähriges Bestehen zu feiern – zum letzten Mal zusammen.